# マリンド・フェルケルク
マリンド・フェルケルク (オランダ語: Marhinde Verkerk、1985年11月21日 - ）は、オランダのロッテルダム出身の女子柔道家。

## 来歴
柔道は8歳の時に始めた。2009年に地元オランダのロッテルダムで開催された世界選手権では、決勝でウクライナのマリーナ・プリスチェパを破って優勝した。2011年の世界選手権は5位、2012年のロンドンオリンピックでも2回戦で日本の緒方亜香里を破ったが5位に終わった。2013年の世界選手権では2位になった。2015年にはヨーロッパ競技大会で優勝すると、世界選手権では3位になった。2016年のリオデジャネイロオリンピックでは初戦で敗れた。2018年の世界選手権では準決勝で濵田尚里に大内刈で敗れるも3位になった。
憧れの選手は古賀稔彦とモハメド・アリ。

## 主な戦績
- 1999年 - ヨーロッパユースオリンピックフェスティバル　3位
- 1999年 - フィンランド国際柔道大会　優勝
- 2003年 - ベルギー国際　ジュニアの部　2位
- 2004年 - ベルギー国際　ジュニアの部　3位
- 2004年 - ロシアジュニア国際　優勝
- 2004年 - U23ヨーロッパ柔道選手権　3位
- 2004年 - 世界ジュニア　7位
- 2005年 - ブルガリア国際　2位
- 2005年 - U23ヨーロッパ柔道選手権　5位
- 2006年 - ロシア国際　3位
- 2006年 - U23ヨーロッパ柔道選手権　優勝
- 2007年 - ブルガリア国際　2位
- 2007年 - フランス国際　3位
- 2007年 - ロシア国際　5位
- 2007年 - ポルトガル国際　3位
- 2007年 - オランダ国際　5位
- 2008年 - ブルガリア国際　5位
- 2008年 - ハンガリー国際　3位
- 2008年 - オランダ国際　3位
- 2009年 - ワールドカップ・ソフィア　3位
- 2009年 - グランドスラム・パリ　2位
- 2009年 - 世界選手権　優勝
- 2010年 - ヨーロッパ選手権　2位
- 2010年 - 世界団体　優勝
- 2010年 - グランプリ・アブダビ　5位
- 2010年 - グランプリ・青島　3位
- 2011年 - ワールドマスターズ　5位
- 2011年 - グランプリ・デュッセルドルフ　3位
- 2011年 - グランプリ・バクー　3位
- 2011年 - グランドスラム・モスクワ　5位
- 2011年 - 世界選手権　5位
- 2011年 - ワールドカップ・ローマ　優勝
- 2011年 - グランプリ・アブダビ　2位
- 2011年 - グランプリ・アムステルダム　5位
- 2011年 - グランドスラム・東京　5位
- 2012年 - グランドスラム・パリ　5位
- 2012年 - グランプリ・デュッセルドルフ　3位
- 2012年 - ヨーロッパ選手権　5位
- 2012年 - ロンドンオリンピック　5位
- 2013年 - グランプリ・デュッセルドルフ　3位
- 2013年 - ヨーロッパオープン・プラハ　5位
- 2013年 - ヨーロッパ選手権　個人戦　3位　団体戦　優勝
- 2013年 - グランドスラム・モスクワ　3位
- 2013年 - 世界選手権　2位
- 2013年 - グランドスラム・東京　優勝
- 2014年 - グランドスラム・パリ　3位
- 2014年 - ヨーロッパ選手権　2位
- 2014年 - グランプリ・ブダペスト　優勝
- 2015年 - グランプリ・ブダペスト　3位
- 2015年 - ヨーロッパ競技大会　優勝
- 2015年 - 世界選手権　3位
- 2015年 - グランドスラム・アブダビ　優勝
- 2016年 - グランプリ・デュッセルドルフ　5位
- 2016年 - グランプリ・トビリシ　優勝
- 2016年 - ヨーロッパ選手権　7位
- 2016年 -　グランドスラム・バクー　2位
- 2017年 -　グランドスラム・バクー　2位
- 2017年 - ヨーロッパオープン・ミンスク　優勝
- 2017年 -　世界選手権　5位
- 2017年 - グランドスラム・アブダビ　2位
- 2017年 - グランプリ・ハーグ 2位
- 2017年 -　ワールドマスターズ　優勝
- 2018年 -　世界選手権　3位
- 2018年 -　グランプリ・ハーグ　5位
- 2019年 - グランプリ・ザグレブ　3位
- 2021年 -　グランドスラム・テルアビブ　3位
- 2021年 -　世界選手権　5位

(出典、JudoInside.com)